# Mircea Chivulescu
Mircea Chivulescu (Câmpina, 14 novembre 1944 – 8 settembre 2011) è stato un cestista rumeno.

## Carriera
Con la Romania ha disputato due edizioni dei campionati europei (1971, 1973).